# Державний кордон Узбекистану

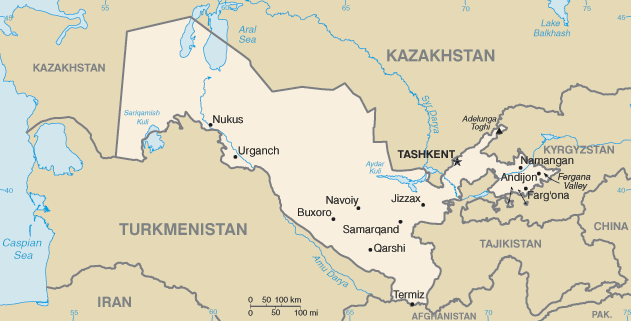
Карта Узбекистану

Державний кордон Узбекистану — державний кордон, лінія на поверхні Землі та вертикальна поверхня, що проходить по цій лінії, що визначають межі державного суверенітету Узбекистану над власними територією, водами, природними ресурсами в них і повітряним простором над ними.

## Сухопутний кордон
Загальна довжина кордону — 6893 км. Узбекистан межує з 5 державами. Узбекистан має ряд анклавів на свої території в східній частині: Арнасай і Мактааральський район Казахстану (піванклави, мають вихід до Шардаринського водосховища), Сарвак (Таджикистан), Барак (Киргизстан). Узбекистан має 4 ексклави на території Киргизстану: Джангайл, Сохський район, Чон-Гара, Шахимардан.
Ділянки державного кордону
| Держава      | Ділянка        | Довжина (км) | Прикордонні регіони                                                         | Примітки |
| ------------ | -------------- | ------------ | --------------------------------------------------------------------------- | -------- |
| Афганістан   | південь        | 144          |                                                                             |          |
| Казахстан    | північ і захід | 2330         | Каракалпакстан, Навоїйська, Джиззацька, Сирдар'їнська і Ташкентська область |          |
| Киргизстан   | схід           | 1314         | Ташкентська, Наманганська, Андижанська і Ферганська область                 |          |
| Таджикистан  | схід           | 1312         |                                                                             |          |
| Туркменістан | південь        | 1793         |                                                                             |          |

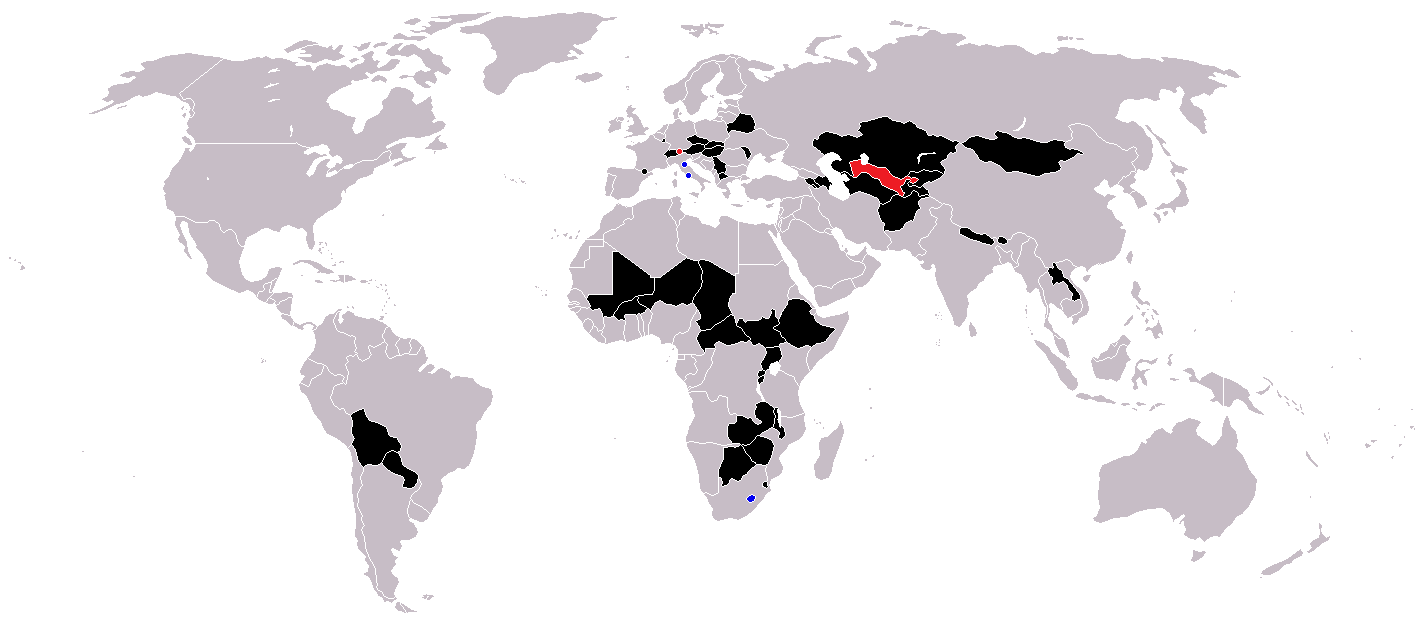
Узбекистан межує лише з країнами, що не мають виходу до моря
Узбецькі анклави на території Киргизстану

Країна не має виходу до вод Світового океану. Це єдина країна в світі, якщо не рахувати європейську мікродержаву Ліхтенштейн, що оточена з усіх сторін країнами, що теж не мають виходу до моря, тобто така собі суходільна країна другого порядку. Довжина узбережжя внутрішнього висихаючого Аральського моря 420 км.